# Castalius kaffana
Castalius kaffana är en fjärilsart som beskrevs av Talbot 1935. Castalius kaffana ingår i släktet Castalius och familjen juvelvingar. Inga underarter finns listade i Catalogue of Life.